# Johanna Grüssner
Johanna Grüssner, född 14 november 1972, är en åländsk jazzsångerska och musiker.
Johanna Grüssner studerade vid  Berklee College of Music i Boston och tog en magisterexamen i jazzsång vid Manhattan School of Music. I USA bodde, studerade och arbetade hon som lärare i Public School 86 i Bronx sammanlagt åtta år, innan hon 2001 bosatte sig i Stockholm.
Med sina två systrar Ella och Isabella har Johanna Grüssner trion Ulvens Döttrar som regelbundet sjunger sina medeltidsinspirerade sånger på vikingafester, musikfestivaler och andra kulturevenemang i Skandinavien. Gruppen Ulvens Döttrar släppte sin första skiva sommaren 2004. Hon pendlar regelbundet mellan sina projekt i Stockholm och på Åland.

## Diskografi
- 1995 – Johanna Grüssner Band
- 1998 – Live at Hubbard Hall
- 2000 – Hur man räddar kärleken & annat
- 2003 – Moomin Voices/Muminröster – med Mika Pohjola
- 2004 – No More Blues
- 2006 – Lazy Afternoon
- 2007 – Nu blir sommar – med pianisten Mika Pohjola
- 2008 – I sagans värld – Wonderland
- 2010 – Come Rain or Come Shine
- 2013 – Svenska psalmer – med Mika Pohjola
- 2013 – Nu ska vi sjunga – med Mika Pohjola
- 2014 – Swedish Songs – The Essential Collection – med Mika Pohjola

### Med Ulvens Döttrar
- 2004 – Värm ditt blod
- 2009 – En klunk av det blå
- 2015 – Frusen dans